# Kalit
Kalit a Csillagok háborúja elképzelt univerzumának egyik szereplője.

## Leírása
Kalit a dzsava fajhoz tartozó férfi törzsfőnök, aki a galaktikus polgárháború alatt a Tatuinon élt és Jabba, a huttnak dolgozott. Y. u. 4-ben meghalt.
Ennek a sárga szemű dzsavának a párja, Aved Luun sámánnő volt. Szintén az ő klánjába tartozik Iasa és Thedit.

## Élete
Egy még meg nem határozott időben és nem ismert ok miatt, Kalit elhagyta a homokkúszóját és törzsét, de előbb rábízta legjobb barátjára, Iasára párját, Aved Luun sámánnőt.
Valamikor a következő 4 évben Kalit megkérte Jabbát, hogy békítse ki legfőbb ellenségével, Wittinnel. Később pedig ő és Aved Luun tanúi voltak Han Solo lázadó tábornok kiszabadításának, az úgynevezett yavini hősök által.

## Megjelenése a filmekben
Ezt a dzsava törzsfőnököt „A jedi visszatér” című filmben láthatjuk először.

### Fordítás
- Ez a szócikk részben vagy egészben a Kalit című Wookieepedia-szócikk fordítása. Az eredeti cikk szerkesztőit annak laptörténete sorolja fel.